# ロバート・ヘンリー (初代ノーティントン伯爵)
初代ノーティントン伯爵ロバート・ヘンリー（英語: Robert Henley, 1st Earl of Northington PC 1708年頃 - 1772年1月14日）は、グレートブリテン王国の大法官。ホイッグ党の一員であり、ウィットと著作で知られる。

## 生涯

### 初期の経歴
ハンプシャーの裕福な家族でアンソニー・ヘンリーの次男として生まれた。祖父のサー・ロバート・ヘンリーはMaster of the Court of the King's Benchであった。
ヘンリーの父アンソニー・ヘンリーはオックスフォード大学で教育を受け、文学に興味を持った。彼はロンドンに引っ越した後、ドーセット伯爵、サンダーランド伯爵、ジョナサン・スウィフト、アレキサンダー・ポープ、トーマス・バーネットの友人になった。アンソニー・ヘンリーは結婚した後、1698年にアンドーヴァー選挙区で当選してイングランド庶民院の議員になった。彼は1711年8月に死去、家督は長男アンソニー、ついで次男ロバートが継承した。

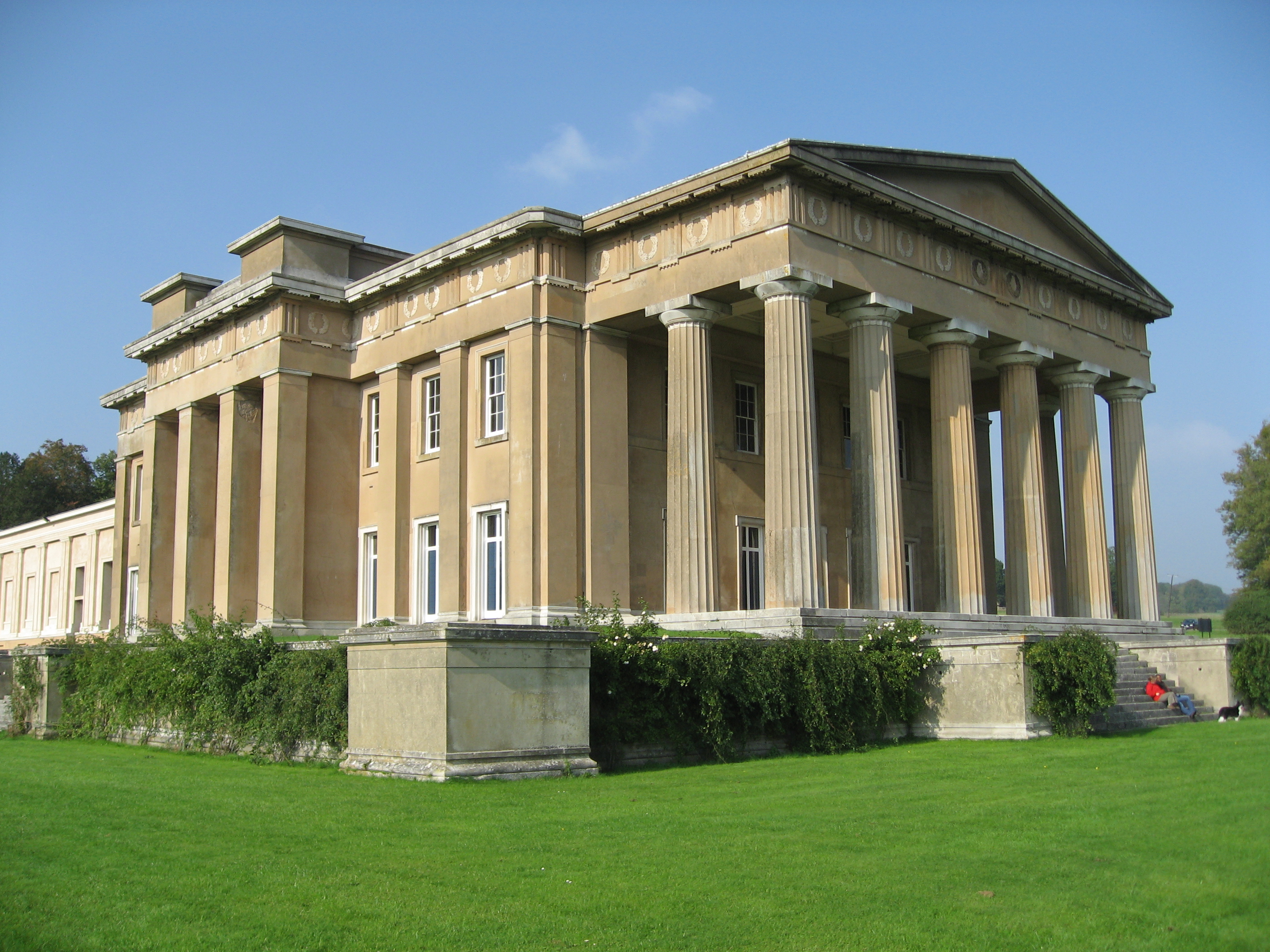
ノーティントンのザ・グランジ

ヘンリーはウェストミンスター・スクールとオックスフォード大学セント・ジョンズ・カレッジで教育を受けた後、1727年にオール・ソウルズ・カレッジのフェロー（研究員）になり、1729年にインナー・テンプルで法律を学んだ。1732年6月23日に弁護士資格免許を得た後、1746年に兄からハンプシャーのザ・グランジを継承した。ザ・グランジはイニゴー・ジョーンズがヘンリーの祖父に建てた建物だった。

### 政歴
1747年にバース選挙区で当選して庶民院議員になり、1756年にイングランド及びウェールズ法務総裁に任命されナイトに叙された。翌年に国璽尚書に昇進（国璽尚書はヘンリーを最後にほかの官職に統合された）、貴族院に移籍したが、貴族に叙されるのは1760年のことだった（グランジのヘンリー男爵）。1760年にジョージ3世が即位した後、ヘンリーは1761年に大法官に任命され、1764年にノーティントン伯爵に叙された。
叙爵が遅れたのはヘンリーが元プリンス・オブ・ウェールズのフレデリック・ルイス（1751年没）を支持したレスター・ハウス党の一員だったため、国王ジョージ2世に嫌われたことが一因であり、1760年に男爵に叙されたのもフェラーズ伯爵の裁判に出席するのに必要だったためである。1767年に大法官を辞任した後、1772年1月14日にハンプシャーの自宅で死去した。息子ロバートがノーティントン伯爵の爵位を継承した。

## 家族
1743年、ジェーン・ハバンド（イプスリーのサー・ジョン・ハバンドの娘）と結婚、3男5女を設けた。5人の娘はキャサリン（1779年1月9日没）、ブリジット（1796年3月13日没）、ジェーン（1823年2月没）、エリザベス（1821年8月20日没）、メアリー（1753年 - 1814年）だった。

## 担当裁判
- ヴァーノン対ベセル（英語版） (1762) 28 ER 838 - 「困窮している人は真に自由な人ではない」と述べ、譲渡抵当付き債務を抱えている者は債務を償還して抵当を取り戻す権利を放棄できないという判決を出した
- シャンリー対ハーヴィー（英語版） (1763) 2 Eden 126, 127 - 「イングランドに足を踏み入れた時点で自由人になる」という判決を出し、奴隷解放の一助となった
- ブラウン対ペック (1758) 1 Eden 140 - 同棲を妨げる条項は公序に反するとして無効とする判決を出した。裁判で挙げられた契約は「夫と別居した場合は1か月毎に5ポンドを与え、しなかった場合は1か月毎に2ポンドを与える」という遺言状だったが、選択にかかわらず5ポンドを得る権利があるとした。
- Hussey対Dillon 2 Amb 603, 604 - 「孫」（grandchildren）の定義
- パイク対ホーア、2 Eden, 182; Amb. 428